# JkDefrag
JkDefrag es una utilidad de desfragmentación de disco libre de fuente abierta para Windows. Es el primer proyecto de defragmentación de software libre en su clase. Este programa de computadora fue desarrollado por Jeroen Kessels en 2004 y se lanzado bajo la Licencia Pública General de GNU. En 2008, JkDefrag fue renombrado por su desarrollador como MyDefrag y JkDefrag ya no es soportado. A diferencia de JkDefrag, MyDefrag es de fuente cerrada, pero todavía puede ser usado gratuitamente.

## Operación
JkDefrag tiene un amplio rango de opciones. Si es ejecutado sin opciones optimiza la velocidad clasificando archivos en 3 zonas:
1. Directorios y archivos de sistema
2. Archivos regulares
3. Archivos grandes referidos como "encochinadores de espacio" (space hogs) en la documentación

Los archivos fuera de su zona son movidos a su zona. Los directorios son quizás los datos más accesados en el disco, así que la zona 1 es puesta al principio de la unidad de disco. Después de los directorios viene un área de espacio libre, Luego la zona 2 con archivos regulares, otra área de espacio libre, y entonces la zona 3 con los "encochinadores de espacio", que son archivos grandes, los archivos comprimidos (CAB, ZIP, RAR, etc), el contenido de la papelera de reciclaje, los archivos del service pack, y otros datos infrecuentemente accesados.

## Características de JkDefrag
- Baja sobrecarga del sistema: no se pone una carga indebida en el sistema
- Operación completamente automatizada: no hay botones o menús interactivos
- Las opciones no son necesarias, pero puede ser seleccionado un amplio rango usando la interface de línea de comandos, permitiendo el control total para la defragmentación en horarios determinados (tareas programadas) y con scripts de administrador
- Ninguna necesidad de instalación; corre con opciones por defecto simplemente ejecutando JkDefrag.exe
- Defragmentación con protector de pantalla, con la opción de ejecutar a otro protector de pantalla cuando termina de defragmentar
- Código fuente completo disponible para la descarga (Microsoft Visual C++ 2005)
- Una biblioteca DLL (para el uso en programación) licenciada usando la LGPL
- Soporte para versiones de 64 bits de Windows Xp y Vista con los binarios nativos x64
- Excelente documentación disponible en el sitio Web
- Dos versiones: Tanto la versión GUI como la versión orientada a caracteres (de consola) tienen numerosas opciones de línea de comandos.

JkDefrag corre en los sistemas operativos Windows 2000/XP/2003/Vista, y defragmenta tanto sistemas de archivos FAT como NTFS. Usa exclusivamente la API estándar de defragmentación de Windows, así que es enteramente seguro. El soporte al usuario fue proporcionado a través de foros basados en web.

## Software relacionado
Hay varias utilidades de interfaz gráfica de usuario diseñadas para trabajar con JkDefrag.
- El JKDefrag Option GUI de Emiel Wieldraaijer incluye soporte para 26 lenguajes, y tiene soporte adicional para las implementaciones BartPE y U3.[3] También fue nominado "herramienta de reparación de la semana" en TechNibble en agosto de 2007.[4]
- JkDefragGUI de Markus Hörl es portable, incluye soporte para 10 (+30) lenguajes, y hay una versión con instalación.
- ScanDefrag soporta JkDefrag y permite que corra al principio durante el arranque de Windows.

Para una lista de otros productos de software del defragmentación, vea la Lista de software de defragmentación. Otro programa basado en Windows de defragmentación desarrollado bajo la licencia GNU GPL es UltraDefrag.